# Dendrobium moorei
Dendrobium moorei är en orkidéart som beskrevs av Ferdinand von Mueller. Dendrobium moorei ingår i släktet Dendrobium, och familjen orkidéer.
Artens utbredningsområde är Lord Howeön. Inga underarter finns listade i Catalogue of Life.